# Бланш Еглиз
Бланш Еглиз (фр. Blanche-Église) насеље је и општина у североисточној Француској у региону Лорена, у департману Мозел која припада префектури Шато Сален.
По подацима из 2011. године у општини је живело 133 становника, а густина насељености је износила 19,3 становника/km². Општина се простире на површини од 6,89 km². Налази се на средњој надморској висини од 203 метара (максималној 238 m, а минималној 203 m).

## Демографија
| 1962. | 1968. | 1975. | 1982. | 1990. | 1999. | 2011. |
| ----- | ----- | ----- | ----- | ----- | ----- | ----- |
| 67    | 83    | 93    | 110   | 115   | 115   | 133   |

График промене броја становника у току последњих година